# Geitoneura phryne
Geitoneura phryne är en fjärilsart som beskrevs av Tindale 1949. Geitoneura phryne ingår i släktet Geitoneura och familjen praktfjärilar. Inga underarter finns listade i Catalogue of Life.